# Naumachie van Domitianus
De Naumachie van Domitianus was een groot stadion dat gebruikt werd om zeeslagen na te spelen (Naumachia) in het oude Rome.
Nadat eerder al Julius Caesar en Augustus voor dit doel grote meren hadden laten uitgraven, liet ook keizer Domitianus een naumachie bouwen. Deze week af van de twee voorgaande, omdat Domitianus er ook een stenen constructie om heen liet bouwen waarin de bezoekers konden zitten of staan om zo de spelen te aanschouwen. De Naumachie van Domitianus was waarschijnlijk op de rechteroever van de Tiber gebouwd, maar de exacte locatie is nooit teruggevonden.
Nadat het Circus Maximus grotendeels afbrandde in de tijd van Trajanus, werden stenen van de Naumachie van Domitianus gebruikt voor de reparaties. Mogelijk liet Trajanus in 109 n.Chr. op de fundering van het oude stadion een nieuwe bouwen, de Naumachie van Trajanus, waarvan restanten ten noordwesten van de Engelenburcht zijn teruggevonden.

## Antieke bron
1. ↑  Suetonius, Dom. 5